# BKM-Preis Kulturelle Bildung
Der BKM-Preis Kulturelle Bildung wird seit 2009 jährlich vom Beauftragten der Bundesregierung für Kultur und Medien vergeben. Das Preisgeld in Höhe von insgesamt 60.000,- Euro wird in der Regel auf drei bereits realisierte Projekte aufgeteilt, die Kunst und Kultur innovativ und nachhaltig an Zielgruppen vermitteln, die im Kulturbetrieb unterrepräsentiert sind. Seit 2013 ist außerdem bereits die Nominierung mit einem Anerkennungspreis in Höhe von 5.000,- Euro verbunden. Der BKM-Preis ist damit der höchstdotierte nationale Preis im Bereich der Kulturvermittlung. Die Preisverleihung in der Stiftung Genshagen findet seit der erstmaligen Auslobung alljährlich im Rahmen des Symposiums „Kunst der Vermittlung – Vermittlung der Kunst“ statt. 2016 wurde im Rahmen der Initiative „Kultur öffnet Welten“ zusätzlich ein Sonderpreis für Projekte zur kulturellen Teilhabe geflüchteter Menschen verliehen. 

## Preisträger
| Jahr | Jahresthema                       | Preisträger                                                                            | Projekt                                               |
| ---- | --------------------------------- | -------------------------------------------------------------------------------------- | ----------------------------------------------------- |
| 2009 | BKM-Preis 2009                    | Überseemuseum Bremen                                                                   | Forschen in eigener Sache                             |
| 2009 | BKM-Preis 2009                    | Württembergische Philharmonie Reutlingen                                               | Accompagnato – die Kunst des Begleitens               |
| 2009 | BKM-Preis 2009                    | Thalia Theater Halle                                                                   | OPFERPOPP                                             |
| 2010 | Kultur ist für alle da            | FestLand e. V.                                                                         | Dorf macht Oper                                       |
| 2010 | Kultur ist für alle da            | Münchener Kammerspiele                                                                 | Hauptschule der Freiheit                              |
| 2010 | Kultur ist für alle da            | Quartier gGmbH                                                                         | Götterspeise und Suppenkasper                         |
| 2011 | Kultur anders vermitteln          | Offener Kanal Magdeburg                                                                | Telenovela "Es geht um Dein Leben"                    |
| 2011 | Kultur anders vermitteln          | Landesmusikjugend Rheinland-Pfalz                                                      | Der unbekannte Krieg                                  |
| 2011 | Kultur anders vermitteln          | Internationale Bauausstellung (IBA)                                                    | Paradies 2                                            |
| 2012 | Kultur für Groß und Klein         | Kunstraum Tosterglope e. V.                                                            | AMBULANZ – Kunstvermittlung auf dem Lande             |
| 2012 | Kultur für Groß und Klein         | Stiftung Kunsthalle Emden                                                              | Auf Augenhöhe                                         |
| 2012 | Kultur für Groß und Klein         | Fundus Theater                                                                         | Forschungstheaterprogramm                             |
| 2013 | Aus kreativen Ideen lernen        | Kunsthaus Schlesische27                                                                | Junge Pächter                                         |
| 2013 | Aus kreativen Ideen lernen        | Junge Oper Stuttgart                                                                   | smiling doors                                         |
| 2013 | Aus kreativen Ideen lernen        | SJC Hövelriege e. V.                                                                   | Theater im Fußballverein                              |
| 2014 | Brücken bauen durch Kultur        | Institut für Bildung und Kultur                                                        | Auf Flügeln der Musik                                 |
| 2014 | Brücken bauen durch Kultur        | Theater Lindenhof                                                                      | Ein Dorf im Widerstand                                |
| 2014 | Brücken bauen durch Kultur        | Hamburger Kunsthalle                                                                   | Kunst im interreligiösen Dialog                       |
| 2015 | Integration durch Kultur          | JugendtheaterBüro Berlin                                                               | KulTür auf!                                           |
| 2015 | Integration durch Kultur          | Karuna e. V.                                                                           | Straßenkinder machen Mode                             |
| 2015 | Integration durch Kultur          | Theater Aspik                                                                          | Was kann ich für eure Welt?                           |
| 2016 | Kultur mal anders                 | Frankfurt liest ein Buch e. V.                                                         | Frankfurt liest ein Buch                              |
| 2016 | Kultur mal anders                 | Interactive Media Foundation                                                           | Tinkertank – Kreativ mit Technik                      |
| 2016 | Kultur mal anders                 | Trimum e. V.                                                                           | Die Vielfalt feiern                                   |
| 2017 | BKM-Preis Kulturelle Bildung 2017 | Jugend Museum Berlin                                                                   | All included! Museum und Schule für sexuelle Vielfalt |
| 2017 | BKM-Preis Kulturelle Bildung 2017 | Schauspiel Dortmund                                                                    | Die Spiegelbarrikade                                  |
| 2017 | BKM-Preis Kulturelle Bildung 2017 | Komische Oper Berlin                                                                   | Eine Opernreise. Auf den Spuren der Gastarbeiterroute |
| 2018 | BKM-Preis Kulturelle Bildung 2018 | Open Knowledge Foundation Deutschland und mediale pfade.org – Verein für Medienbildung | Jugend hackt – gemeinsam „den Code knacken“           |
| 2018 | BKM-Preis Kulturelle Bildung 2018 | Kunstschule Offenburg                                                                  | KorresponDanSe                                        |
| 2018 | BKM-Preis Kulturelle Bildung 2018 | Spielen in der Stadt e. V.                                                             | Stranger than – Aus Nachbarn werden Fremde            |